# Катастрофа на MD-87 в Хюстън през 2021 г.
На 19 октомври 2021 г. пътнически самолет „Макдонъл Дъглас MD-87“ изпълнява вътрешен чартърен полет от летище „Хюстън Екзекютив“, Уолър, Тексас, до международното летище „Логан Бостън“, Бостън, Масачузетс, Съединените американски щати, управляван от „987 Инвестмънтс LLC“. В опита си за излитане от Уолър машината излиза от пистата, удря се е в ограда и електропровод и спира на 500 м след края на пистата, при което се запалва. Всички 23 души на борда оцеляват, но някои от тях са със сериозни наранявания. Пътниците на борда пътуват до Бостън, за да гледат бейзболен мач между „Хюстън Астрос“ и „Бостън Ред Сокс“ в шампионската серия на Американската лига.
На 28 септември 2023 г. Националният съвет за безопасност на транспорта обявява вероятната причина за инцидента. Според разследването заседнал десен елеватор пречи на самолета да се завърти по време на излитане. Елеваторите са блокирани от силен вятър, докато самолетът е паркиран, подобно на инцидента при полет 9363 на „Америстар Чартърс“ през 2017 г., след който „Боинг“ препоръчва ревизиране на процедурите за предполетна проверка за откриване на заседнали елеватори.
Установено е, че първият пилот не спазва тази препоръка поради непознаване на актуализираните процедури, защото неговият основен работодател не е запознат с бюлетина на „Боинг“.